# Censeur (Rome antique)
Cet article concerne le magistrat romain. Pour les autres sens de censeur, voir Censeur (homonymie).
Le censeur (en latin censor) est un magistrat romain. Deux censeurs sont élus tous les cinq ans parmi les anciens consuls par les comices centuriates. Le pouvoir des censeurs est absolu : aucun magistrat ne peut s’opposer à leurs décisions, seul un autre censeur qui leur succède peut les annuler. Après 18 mois de mandat, ils président une grande cérémonie de purification, le lustrum, à la suite de laquelle ils abandonnent leur charge. La censure est la seule magistrature pour laquelle la réélection est exclue. Les censeurs ne sont plus élus à partir de la dictature de Sylla, et leurs pouvoirs sont repris par les empereurs romains sous le nom de préfecture des mœurs.

## Évolution historique

### Période républicaine
À l'origine réservée aux patriciens, la fonction de censeur aurait été créée en l'an 443 av. J.-C. (selon la chronologie traditionnelle) peut-être en compensation à une concession faite aux plébéiens en leur autorisant l’accès à la magistrature de tribun militaire à pouvoir consulaire. Tite-Live donne une autre version en rapportant que les consuls étant accaparés par les opérations militaires auraient souhaité se décharger du recensement, fonction fastidieuse et accessoire.
Au nombre de deux, les censeurs doivent exercer les fonctions pendant cinq ans, intervalle entre deux recensements ; mais dès 434 av. J.-C., dans la crainte qu'ils n'abusent de leur autorité, le dictateur Aemilius Mamercus fait voter par le peuple l'abaissement de leur mandat à dix-huit mois.
Après le vote de la Lex Ovinia en 318 av. J.-C., la censure devient un poste extrêmement prestigieux. En effet, cette loi confère aux censeurs le droit de choisir les personnes qui pourront siéger au Sénat. Pour avoir sa place au sein de cette institution, il faut être propriétaire d'un patrimoine substantiel (400 000 HS), avoir exercé une magistrature et respecter les vertus républicaines. Le censeur est donc détenteur d'un regimen morum, c'est-à-dire qu'il a le pouvoir de décider ce qui est bien ou mal au sein de la république. Ce statut confère à cette magistrature une importance capitale, c'est donc un poste qu'on occupe en toute fin de cursus honorum.
Les premiers plébéiens qui accédèrent à la censure furent Caius Marcius Rutilus en -351, puis Quintus Publilius Philo. En 339 av. J.-C., en une loi proposée par le consul Quintus Publilius Philo, imposa qu’un des deux censeurs au moins soit plébéien.

### Période impériale
La censure, temporairement supprimée par Sylla, fut exercée de façon intermittente par Auguste, pour avoir une estimation globale sur l'Empire de la population et de ses richesses : en 29/28 av. J.-C., en qualité de consul et avec Agrippa comme collègue, puis pour des recensements complets ou partiels en 18, 12/11, 8, 3/2 av. J.-C, 4 et 14 ap. J.-C.. Les opérations furent décentralisées et étendues à toutes les populations de citoyens romains et de non-citoyens, qu'ils soient libres, alliés, fédérés ou sujets. La surveillance des comportements exercée par le censeur fut transférée à un préfet des mœurs, fonction occupée personnellement par Auguste. Auguste et ses successeurs possédèrent la puissance censoriale qui leur permettait d’évincer du Sénat des sénateurs opposants, mais aussi par la procédure de l’adlectio d’introduire dans l'assemblée des personnes n’ayant pas occupé de magistratures.
Claude exerça la censure en 47/48, puis Vespasien et Titus en 73/74. Après eux, la censure disparut en tant que magistrature. Domitien devint en 84 censeur perpétuel, titre qui fut aboli à sa mort. Ses successeurs détinrent la puissance censoriale. Selon l'Histoire Auguste, l'empereur Dèce (249-251) aurait proposé de rétablir cette magistrature, et de la confier à Valérien, ce que les historiens classent parmi les inventions de l'Histoire Auguste. Constantin attribua le titre de censeur pour 333-334 à son demi-frère Flavius Dalmatius.

## Rôle sous la République

### Rôle civil
Leur principale fonction est le recensement quinquennal des citoyens romains (census) par niveau de fortune, une pratique administrative qui remonte, selon la tradition, au roi Servius Tullius. Ils inscrivent les citoyens romains dans les registres de leur centurie et de leur tribu, passent en revue les chevaliers (la recognitio equitum) et dressent l’album sénatorial par la lectio Senatus.
À ce titre ils sont chargés de mettre à jour l'album, c'est-à-dire le registre des personnes admises au Sénat. Leur fonction les amène également à surveiller les mœurs. À cet effet, ils détiennent la cura morum qui leur permet de rayer de l’album sénatorial les sénateurs indignes, mais aussi de flétrir publiquement la réputation d’une personne par la nota censoria.
Ce dernier rôle est à l’origine du glissement de sens du mot « censeur » vers des connotations morales rigoristes et la censure.

### Rôle économique
Les censeurs ont un rôle d’administrateur de la fortune publique :
- ils surveillent les adjudications des affermages de la collecte des impôts aux sociétés de publicains
- ils attribuent les marchés de travaux publics d’investissement, tels que la construction des voies romaines ou l’entretien des biens publics (temples, etc.)

Par exemple le censeur Appius Claudius Caecus lança les travaux de construction de la voie Appienne, et Caton l'Ancien fit construire la basilique Porcia.

## Censeurs célèbres
Parmi ceux qui se distinguèrent dans cette magistrature, le plus célèbre fut Caton dit « le Censeur ».